# Legde/Quitzöbel
Legde/Quitzöbel è un comune di 575 abitanti del Brandeburgo, in Germania.

Appartiene al circondario (Landkreis) del Prignitz (targa PR) ed è parte della comunità amministrativa (Amt) di Bad Wilsnack/Weisen.

## Storia
Il comune di Legde/Quitzöbel venne formato il 1º gennaio 2002 dall'unione dei 2 comuni di Legde e Quitzöbel.

## Geografia antropica

### Suddivisioni amministrative
Il territorio comunale comprende 4 centri abitati, nessuno dei quali possiede lo status ufficiale di frazione:
- Legde
- Lennewitz
- Quitzöbel
- Roddan